# Aleksander Stangenhaus
Aleksander Stangenhaus, właśc. Eliasz Stangenhaus (ur. 7 listopada 1870 w Dubiecku, zm. ?) – lekarz.

## Życiorys
Urodził się 7 listopada 1870 w Dubiecku. Pochodził z rodziny żydowskiej, był synem Józefa Stangenhausa (lekarz chirurg w szpitalu powszechnym w Sanoku) i Adeli. Pierwotnie nosił imię Eliasz. Jego rodzeństwem byli: Izydor (1875–1926, farmaceuta, aptekarz), Emilia (ur. 1873, nauczycielka muzyki we Lwowie), Maksymilian (ur. 1885, inżynier, wojskowy). Był mężem Sali Stefanii Friser (ur. ok. 1879).
W 1888 zdał egzamin dojrzałości w C. K. Gimnazjum w Sanoku (był to historycznie pierwszy rocznik maturzystów w tej szkole; abiturientami byli wówczas także Włodzimierz Lewicki, Zygmunt Łobaczewski). Będąc słuchaczem medycyny uchwałą Rady Miejskiej w Sanoku z 1890 został uznany przynależnym do gminy Sanok. Ukończył studia medyczne, uzyskując doktorat. W okresie zaboru austriackiego w ramach autonomii galicyjskiej podjął służbę w c. k. służbie zdrowia. Pracował jako lekarz w szpitalu krajowym we Lwowie, po czym w połowie 1896 został lekarzem okrętowym w Towarzystwie Żeglugi „Lloyd Austriacki” w Trieście. Był jednym z organizatorów zjazdu pierwszego rocznika maturzystów sanockiego gimnazjum w lipcu 1898. W latach od ok. 1896 do ok. 1898 był doktorem medycyny we Lwowie. Od ok. 1898 prowadził praktykę lekarską w Sanoku, zaś ok. 1899 był zatrudniony w szpitalu powszechnym w Sanoku jako sekundariusz. Prócz tego od ok. 1900 sprawował stanowisko asystenta sanitarnego w urzędzie starostwa c. k. powiatu sanockiego. Był członkiem komisji zdrowotnej Rady c. k. powiatu sanockiego.
Od ok. 1905 do ok. 1907 był asystentem sanitarnym w urzędzie starostwa c. k. powiatu bohorodczańskiego. W tym okresie udzielał się jako lekarz w okręgu Bohorodczany. Od ok. 1907 był koncypientem sanitarnym w urzędzie starostwa c. k. powiatu dobromilskiego. Jednocześnie w tych latach praktykował jako lekarz w okręgu Dobromila. Na początku 1912 został mianowany lekarzem powiatowym w służbie rządowej Galicji w Dobromilu i w tym charakterze pracował nadal w starostwie. Stanowisko pełnił także podczas I wojny światowej. Po odzyskaniu przez Polskę niepodległości w latach 20. pracował nadal jako lekarz powiatowy w Dobromilu.
Był członkiem sekcji Towarzystwa Lekarzy Galicyjskich w Sanoku, w 1901, 1905 wybierany jej sekretarzem. W sierpniu 1903 wstąpił do Towarzystwa Samopomocy Lekarzy. Napisał artykuł wspomnieniowy o dr. Ludwiku Ćwiklicerze, opublikowany w czasopiśmie „Przegląd Lekarski” w 1911.

## Ordery i odznaczenia
- Krzyż Wojenny za Zasługi Cywilne III klasy (Austro-Węgry, 16 kwietnia 1917)[60]
- Krzyż Jubileuszowy dla Cywilnych Funkcjonariuszów Państwowych (Austro-Węgry, przed 1912)[48]